# Christopher Vokes

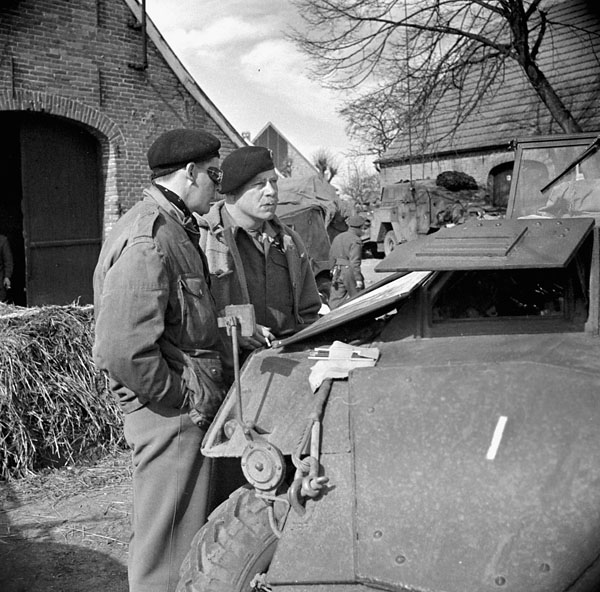
Robert Moncel und Christopher Vokes

Christopher „Chris“ Vokes (* 13. April 1904 Armagh/Irland; † 27. März 1985 Oakville/Kanada) war ein kanadischer Generalmajor. Am Ende des Zweiten Weltkriegs kommandierte er die 4. kanadische Panzerdivision, die im April/Mai 1945 entscheidend an der Einnahme Nordwestdeutschlands beteiligt war.

## Leben

### Herkunft
Sein Vater war der britische Unteroffizier, später Offizier, irischer Herkunft, Frederick Patrick Vokes, seine Mutter Elizabeth Jane Briens. Der Familienname ist normannischer Herkunft und wurde ursprünglich Vaux geschrieben. Kurz nach Vokes Geburt wurde sein Vater nach Ceylon versetzt, anschließend nach Dublin und 1910 nach Kanada, wobei ihn seine Familie begleitet. Vokes wuchs in einem Vorort von Montreal auf.

### Beginn der militärischen Laufbahn
Von seinem Vater erhielt er Boxunterricht, was ihn für den Rest des Lebens prägte. Nach der Highschool trat er im Frühjahr 1921 in das Royal Military College of Canada ein, das er 1925 abschloss und zur Pioniertruppe, den Royal Canadian Engineers, versetzt wurde. 1926/27 absolvierte er zur Ergänzung seiner Ausbildung ein Bachelor-Studium an der McGill University. Hier wurde er auch Mitglied der Studentenvereinigung Kappa Alpha Society. Seit dem 30. Januar 1932 war er mit Connie Waugh verheiratet.
Nach einem Routinedienst, zu dem auch die Beschäftigung von Arbeitslosen in öffentlichen Bauprojekten gehörte, absolvierte Vokes 1934/35 einen Lehrgang am Staff College Camberley in Großbritannien.

### Zweiter Weltkrieg
1940 hielt sich Vokes mit kanadischen Truppen kurzfristig in Frankreich auf, bis diese durch die vorrückende Wehrmacht zum Rückzug über den Ärmelkanal gezwungen wurden. 1942 wurde er zum Brigadier befördert und Kommandeur der 2. Kanadischen Infanteriebrigade (2nd Canadian Infantry Brigade). Mit ihr nahm er 1943 an der Operation Husky, der alliierten Invasion Siziliens, teil. Noch in diesem Jahr wurde er Kommandeur der 1. Kanadischen Infanteriedivision (1st Canadian Infantry Division) und nahm mit ihr im Dezember an der Schlacht um Ortona teil.
1944 wurde er Kommandeur der 4. Kanadischen Panzerdivision (4th Canadian Armoured Division). Mit ihr nahm er im Raum Kleve an der Schlacht im Reichswald teil. Über Holland stieß die Division in das Emsland und schließlich in oldenburgisches Gebiet vor. Hierbei kam es beim Übergang über den Küstenkanal in Edewechterdamm zu heftigen Kämpfen mit Wehrmachteinheiten, so der 7. Fallschirmjägerdivision unter Generalleutnant Wolfgang Erdmann. Die Wehrmachteinheiten sollten im Raum Edewecht einen Durchstoß der alliierten Truppen auf den größten deutschen Marinestützpunkt Wilhelmshaven verhindern.
Im Vorfeld der Operationen am Küstenkanal kam es bei der Besetzung der Kleinstadt Friesoythe zu einem schwerwiegenden Zwischenfall. Angeblich war der Kommandeur der Argyll-Regiments, Oberstleutnant Wigle, aus Vokes Division durch Werwolf-Angehörige umgebracht worden. Erst später stellte sich heraus, dass der Offizier im Rahmen regulärer Kampfhandlungen mit vorher nicht bemerkten deutschen Fallschirmjägern gefallen war. Als Vergeltungsmaßnahme ließ Vokes daraufhin das zwangsgeräumte Friesoythe nahezu vollständig zerstören, der Schutt der Häuser wurde zur Befestigung der Vormarschstrasse nach Edewechterdamm verwendet.
Von Juni 1945 bis Mai 1946 war Vokes Kommandeur der kanadischen Besatzungstruppen in Europa. Sein Hauptquartier befand sich in Bad Zwischenahn, er selbst wohnte in der Nähe von Oldenburg. Die kanadischen Besatzungstruppen umfassten gut 17.000 Angehörige und besaßen nach Vokes Aussage Polizeicharakter. Dabei ging Vokes scharf gegen ehemalige polnische und russische Zwangsarbeiter vor und ließ sie teilweise in die Sowjetische Besatzungszone deportieren, da sie die öffentliche Ordnung gefährdeten:
„Those Russians were absolute savages. After they were removed, law and order came back to my area and rape, murder and arson disappeared. Perhaps Russia, in its 1917 Revolution, lost whatever civilizing element of society it had managed to acquire before that time.“
Allerdings kam es auch in den kanadischen Truppen zu Disziplinwidrigkeiten, da der größte Teil vor allem der Mannschaften nach Kriegsende sofort nach Kanada entlassen werden wollte. In einem Fall war Vokes gezwungen, den Sitzstreik einer Luftwaffeneinheit unter Androhung unehrenhafter Entlassung aus den Streitkräften zu beenden, da er den Streik als Meuterei auffasste.
1946 hob Vokes das Todesurteil gegen den früheren General der Waffen-SS, Kurt Meyer, auf, der im Oktober 1945 in Aurich wegen der Ermordung von insgesamt 46 kanadischen Soldaten in der Normandie verurteilt worden war. Vokes war von der gerichtlichen Beweisführung nicht überzeugt und wollte sein Gewissen nicht mit dem Tod eines möglicherweise Unschuldigen belasten.

### Spätere Laufbahn und Memoiren
1946 wurde Vokes in Kanada kommandierender General des Zentralkommandos (Central Command), später des Westlichen Kommandos (Western Command). 1959 nahm er seinen Abschied, da er keine Aussicht mehr sah, Chef des Generalstabs zu werden. Vokes vermutete, dass sein schlechtes Verhältnis zu Politikern der Grund war, warum ihm dieser letzte Karriereschritt verbaut wurde.
In seinen kurz vor seinem Tod veröffentlichten Memoiren My Story (1985), die mit Hilfe des ehemaligen Polizeireporters MacLean entstanden, kritisierte er die „dumme“ Forderung nach bedingungsloser Kapitulation der Wehrmacht. Sie habe, anstatt den Krieg abzukürzen, diesen nur um ein Jahr verlängert. Ziel eines Kriegs sei nicht die Auslöschung des Gegners, sondern diesem den eigenen Willen aufzuzwingen.
Weiterhin warnte Vokes vor der Involvierung Kanadas in einen zukünftigen europäischen Krieg aufgrund seiner NATO-Mitgliedschaft. Er plädierte für einen Austritt aus dem Bündnis und forderte stattdessen eine Bewaffnete Neutralität analog zur Schweiz und zu Schweden und hielt eine Umstrukturierung der kanadischen Streitkräfte für notwendig, um einen Angriff auf kanadisches Territorium ohne Bündnispartner abwehren zu können.

## Auszeichnungen
- CB (Order of the Bath)
- CBE (Order of the British Empire)
- DSO (Distinguished Service Order)
- CD (Canadian Forces Decoration)